# 薩卡特佩克斯省
薩卡特佩克斯省（西班牙語：Departamento de Sacatepéquez，發音：[sakateˈpekes]）是瓜地馬拉中南部的一個省。面積465平方公里，2003年人口248,019人。首府安地瓜 （Antigua Guatemala）。
1879年12月11日設省。下分十六個自治市。省名來自同名的城市，1773年為地震所毀，意謂「草的山崗」。

## 行政區劃
薩卡特佩克斯省共分為16個行政區（市），分別列表如下：
- 阿洛特南戈（Alotenango）
- 安地瓜（Antigua Guatemala）
- 別哈城（Ciudad Vieja）
- 霍科特南戈（Jocotenango）
- Magdalena Milpas Altas
- Pastores
- San Antonio Aguas Calientes
- San Bartolomé Milpas Altas
- 聖盧卡斯薩卡特佩克斯（San Lucas Sacatepéquez）
- San Miguel Dueñas
- Santa Catarina Barahona
- Santa Lucía Milpas Altas
- 聖瑪麗亞德赫蘇斯（Santa María de Jesús）
- 聖地亞哥薩卡特佩克斯（Santiago Sacatepéquez）
- Santo Domingo Xenacoj
- 孫潘戈（Sumpango）